# 金子史朗 (実業家)
金子 史朗（かねこ しろう、1960年（昭和35年）1月19日 -  ）は、日本の実業家。プレナス代表取締役社長。

## 来歴
福岡県出身。1985年西南学院大学経済学部を卒業。

## 略歴
- 1985年3月　西南学院大学経済学部卒業
- 1985年4月	株式会社ほっかほっか亭九州地域本部(現株式会社プレナスに合併)入社
- 2004年3月	ほっかほっか亭東日本FC営業部長
- 2006年3月	業務部長
- 2009年3月	人事部長
- 2012年5月	取締役営業統括本部長(FC統括)
- 2015年5月	取締役上席執行役員ほっともっと事業本部FC本部長
- 2016年2月	取締役上席執行役員ほっともっと西部本部長兼西部FC開発部長
- 2016年8月	常務取締役常務執行役員ほっともっと事業本部長
- 2019年3月	専務取締役専務執行役員ほっともっと事業本部長
- 2021年2月	取締役副社長執行役員営業グループ管掌掌
- 2022年4月	代表取締役社長就任[1]